# Lavieville-et-Naglaincourt
Pour les articles homonymes, voir Laviéville.
Laviéville-et-Naglaincourt est une ancienne commune française des Vosges. La commune a existé de la fin du XVIIIe siècle jusqu'en 1836.

## Histoire
Entre 1790 et 1794, la commune est créée à partir des hameaux de Craincourt, de Laviéville et de Naglaincourt. En 1836, la commune est supprimée et rattachée à celle de Dompaire. Laviéville et Naglaincourt sont situés au nord-ouest de Dompaire, Craincourt au sud-ouest (ce dernier n'existe plus).

## Démographie
| 1793 | 1800 | 1806 | 1821 | 1831 |
| ---- | ---- | ---- | ---- | ---- |
| 293  | 342  | 354  | 366  | 468  |